# Бринкен, Христофор Александрович
Христофор Александрович Бринкен (?—?) — русский военачальник, генерал-майор.

## Биография
Дата рождения и вхождения в военную службу неизвестны.
27 декабря 1797 года поступил кадетом в 1-й кадетский корпус.
24 мая 1802 года получил чин унтер-офицера.
7 ноября 1806 года был назначен прапорщиком в Лейб-гвардии Семеновский полк.
27 декабря 1807 года — подпоручик; 25 апреля 1809 года — поручик; 1 мая 1811 года — штабс-капитан.
В боях 24 и 25 мая 1807 года при Гутштате и 29 мая при Гейлсберге — находился в резерве, 2 июня участвовал в сражении при Фридланде против Французских войск.
9 марта 1812 года выступил из Санкт-Петербурга в поход в составе Лейб-гвардии Семеновского полка, командуя 8-й ротою. Участвовал в отступлении от Вильны до Бородина. Во время Бородинского сражения 24 и 25 августа находился в резерве, а 26 августа принимал в нём участие, за что был награждён золотой шпагой с надписью «За храбрость». 6 октября в сражении при Тарутино находился в резерве, 11 октября в бою под Малоярославцем также находился в резерве. Затем принимал участие в преследовании неприятельских войск до границ Российской Империи.
В 1813 году был произведен в капитаны.
С 10.05.1820 по 01.01.1826 — в звании полковника был командиром Тверского драгунского полка.
Дата смерти неизвестна.

## Награды
- Награждён орденом Св. Георгия 4-й степени (№ 4050; 26 ноября 1827) и Золотым оружием «За храбрость» (1813).
- Также награждён другими орденами Российской империи.